# Villasmundo
Villasmundo est une Frazione de 3 000 habitants de la municipalité de Melilli de la province de Syracuse dans la région Sicile en Italie.